# Île Renard
L'île Renard est un îlot de Nouvelle-Calédonie situé en mer de Corail, dans les îles Chesterfield.

## Histoire
En 1878, la goélette britannique HMS Renard, commandée par G. E. Richards, cartographie le nord des îles Chesterfield, dont l'île Renard fait partie.